# Palpomyia lanceolifera
Palpomyia lanceolifera är en tvåvingeart som beskrevs av Tokunaga 1966. Palpomyia lanceolifera ingår i släktet Palpomyia och familjen svidknott. Inga underarter finns listade i Catalogue of Life.